# Zagella nanula
Zagella nanula är en stekelart som beskrevs av De Santis 1970. Zagella nanula ingår i släktet Zagella och familjen hårstrimsteklar.
Artens utbredningsområde är Uruguay. Inga underarter finns listade i Catalogue of Life.